# АКУД „Шпанац” Београд
АКУД „Шпанац“ (Академско културно уметничко друштво „Шпанац“) је удружење студената Универзитета у Београду, које се бави областима уметности: позориштем, инструменталном и хорском музиком и фолклором. Активних чланова у свим секцијама друштва је око 500. АКУД Шпанац се налази у трећем блоку Студентског града на Новом Београду.

## Хор
Академски хор „Шпанац“ је започео са радом 1954. године, као хор студената Београдског универзитета. Репертоар сачињавају дела различитих епоха и стилова - од ренесансе до савремене музике. Са успехом су изводили Моцартов „Реквијем“, Парголесијеву „Stabat mater“, Бетовенову девету симфонију. Велики део репертоара хора чини српска музика, световна, а посебно православна духовна.
Хор је наступао на стотинак концерата у свим већим градовима Србије, као и у Шпанији, Италији, Бугарској, Пољској, Француској, Швајцарској, Немачкој и Русији.
Диригенти хора су била велика имена српске музичке сцене. Тренутно хором диригује Ђорђе Станковић.